# XFL (2020)
XFL je profesionalna  američka nogometna liga koja pripada Alphi Entertainmentu i njegovom osnivaču  Vincu McMahonu.  Nasljednik je prethodne  američkonogometne lige XFL, koja bi bila pod kontrolom  WWF i NBC, koji je već odradio jednu sezonu u 2001. Zasad, za ovu ligu, se nisu najavili nijedna momčad i nijedan grad. Liga će imati sličnu strukturu kao što je to napravljeno 2001. XFL će imati osam momčadi, natječući se u 10 sezonskih utakmica i dva tjedna doigravanja u zimskom i proljetnom periodu.
Najavljujući reforme nogometne lige Vince McMahon je rekao da iako ona dijeli isto ime kao i liga iz 2001. godine (u kojoj je McMahon učinio na osnovi tomu što ima dopuštenje za svoje autorsko pravo za prethodni logo) i dalje će se oslanjati na oblik  sportske zabave, kako u 2001. liga ne bi sadržavala istu  Attitudni Erovski pristup igri kao što je njegov prethodnik XFL imao. S ciljem da se stvori savez s manjim brojem pravila da bi igrači mogli brže i lakše igrati u usporedbi s National Football League.

## Povijest
Prvi XFL, koji je već 2001. odradio jednu sezonu, nastao je kao suradnja između WWE-a i NBC-a na čelu s Vinceom McMahonom i NBC-jevim glavnim izvršnim direktorom Dickom Ebersolom. Liga je pokušala konkurirati National Football Leagueu u profesionalnoj nogometnoj ligi u SAD-u (a gdje je NBC nedavno izgubio prava na emitiranje u korist televizijske mreže CBS), pa je morala raditi i izvan sezone. To je pokazalo različite promjene u pravilima američkog nogometa, povećao se intenzitet, kao i nove inovacije, kao što je objekt Skycams, stavljanje mikrofona na igrače, i intervjui s igračima usred igre. Liga je pretrpjela negativne kritike jer se previše oslanjala na sportske trikove iz profesionalnog hrvanja (uključujući i isticanje nasilja, i koristeći  navijačice  kao izvor  seksualne privlačnosti), te zbog nedostatka visoke razine talenta među svojim igračima. Unatoč jake ocjene za svoju debitantsku igru, publika na kraju je drastično pala, a liga je ukinuta nakon završetka prve sezone. oba partnera su izgubili 35 milijuna  dolara na  američkoj nogometnoj ligi, i McMahon priznao da je ta liga je "kolosalna pogreška."
2017. kanal ESPN je pokazao dokumentarni film This Was XFL, gdje МcMahon otvoreno govori o obnovi  američkoj nogometnoj ligi, uz napomenu da promjene moraju biti izvršena u odnosu na 2001. za toga, kako bi to isplativo i relevantno u moderno doba. 15. prosinca 2017., Bleacher Report-ov kolumnist Brad Shepard je izjavio da McMahon ozbiljno razmišlja o obnovi američkr nogometne lige, te se očekuje najava 25. siječnja  2018. U priopćenju koju je objavio Deadspin, WWE nije potvrdio ili opovrgnuo ove glasine, ali je izjavio da МcMahon bio za stvaranje nove tvrtke, poznatog kao Alpha Entertainment, koji će "istražiti mogućnosti ulaganja u sportsku zabavu, uključujući i američki nogomet". 21. prosinca  2017., WWE je podnio zahtjev za Komisiji za vrijednosnice i burzu, gdje kažu da je МcMahon prodao za $100 milijuna dolara WWE-ovih dionica za financiranje Alpha Entertainment.
25. siječnja  2018. godine, Alpha Entertainment objavio je novi sadržaj američkoj nogometnoj ligi, koji će započeti s 10 tjedana prvog početaka sezone u siječnju ili veljači 2020. godine. Na konferenciji za novinare, McMahon je izjavio da je novi nogometna lige neće biti nalik na svoju prethodnicu, navodeći da "postoji toliko mnogo stvari koje završavaju na 'FL' na kraju ih i oni koji su ga već usvojili. Ali nećemo imati još mnogo od onoga što je od izvorne nogometne lige, uključujući i navijačice, koje zapravo više nije dio igre. Publika želi zabavu uz nogomet, i to je ono što ćemo im dati." МcMahon je rekao da će u ligi biti ukupno osam timova, kao cjelina pripada Alpha (prethodne  američkonogometne ligi je bio pojedinačni entitet), koja će biti otvorena u 2019. Alpha Entertainment je osnovana kako bi se održala u ligi za upravljanje i rad odvojeno od  profesionalnog hrvanja.
U nogometnoj ligi će spriječiti bilo kakve političke geste igrača u tijeku igre (kao što je, na primjer, spuštanjr koljena za vrijeme sviranja himne u znak prosvjeda), i spriječit će da bilo koji igrač završi na kriminalu, nakon osude od sudjelovanja. On je potvrdio je da će nogometna liga biti "procjena player, baziran na mnoge stvari, uključujući i kvalitete čovjeka", i da "ljudi ne žele, društvenih i političkih problema kada komentiraju i gledaju igru, kada oni pokušavaju da se zabavljaju". On je predložio da igrači koji žele da izraze političke stavove, trebali bi to raditi u svoje slobodno vrijeme.
МcMahon nije donijela nikakve posebne detalje na pravila promjene, da je nova nogometne lige će djelovati, ali ne navodi da je on usmjeren na smanjenje trajanja igre oko dva sata (za razliku od postojećeg standarda u nogometno igralište nogomet, koji se obično odvija nešto više od tri sata). On je također naglasio da je, najavljujući o tome za dvije godine unaprijed (za razliku od originalne nogometne lige, koja je tek najavljen godinu dana unaprijed), također će biti više vremena za pripremu ligi kako bi omogućile više poželjan proizvod.
McMahon je negirao da je vrijeme da se objave bio je osmišljen kako bi se podudarao s nedavnim gostiju recesija, koja prolazi kroz NFL-u, objašnjavajući da "ono što se dogodilo tamo, to je njihova stvar, a ja ne ću pokucati na one dečke, ali ja ću učiti na svojim pogreškama, a netko će se, ako im je povjereno redefiniranje nova nogometna Liga".

## Emitiranje
McMahon je rekao da namjerava koristiti digitalno streaming emitiranje u okviru aktivnosti za  američkonogometne lige, on osjeća da navijači ne žele da na digitalnom prijenosu bude ravan pogled već da žele pratiti "potpuno različite strane" za gledati američki nogomet. U  američkoj nogometnoj ligi neće se smatrati da TV rang bude pokazatelj njenog uspjeha; McMahon tvrdi: "Za mene pejzaž je izmijenjen u tako mnogo različitih načina. Dovoljno je pogledati na modernu tehnologiju i tvrtke kao što su Facebook i Amazon za ponudit sportska prava. Čak i kad TV ocjene budu padale, nema sumnje da će se ukinuti sportska prava jer dok se sportska prava za prijenos uživo i dalje vrijedna i nastavit će dalje isporučivati".

## Potencijal gradova i timova
МcMahon je izjavio da bi želio da XFL može igrati u NFL-ovim postojećim tržištima (koji bi se u teoriji isključilo Birmingham, Memphis i Orlando iz prve XFL), ali ne i odrediti potencijalne gradovima posebno i ne isključiti bilo koji određeni grad. МcMahon također nije odbacio igrati na  umjetnom travnjaku, koje  američko nogometne lige pokušavaju izbjegavati; međutim, tehnologija je napredovala značajno od 2001. pa se ne isključuje mogućnost uporabe. John Shunway od KDKA-TV u Pittsburgh i lokalni mediji iz Orlanda i San Diega zanima njihovi potencijali klubova u svojim gradovima, ali МcMahon (pri tom navodeći da "voli Pittsburgh")  odbija dati bilo kakve izjave za potencijalne klubove iz njihovih gradova. МcMahon je također rekao da je tim će imati nova imena u odnosu na odlaganje starog identiteta iz stare XFL lige.

## Vanjske poveznice
- Službena stranica
- Alpha Entertainment LLC